# Pico Três Irmãos
O Pico Três Irmãos, também conhecida como Serra dos Três Irmãos é uma serra localizada no sertão central do estado do Ceará. Situa-se no município de Itatira.

## Localização
A 176 km da capital do Ceará, Fortaleza, a 24 km do município de Itatira (sede) e 11 km de Lagoa do Mato, distrito de Itatira.
Com aproximadamente 364 m de altura, 1, 194 pés, proeminência de 312 m e 2,5 km de extensão.

## Clima e Vegetação
O clima é o tropical quente semi-árido. A vegetação característica é floresta tropical pluvial, ou mata seca sazonal.